# Església de Sant Jaume (Montcada)
L'església parroquial de Sant Jaume és un temple catòlic situat al municipi de Montcada datat del segle xviii. Està catalogada com a Bé d'interès cultural, amb número d'anotació RI-46.13.171-003, segons la llei del Patrimoni Cultural Valencià.

## Campanes
Són set les campanes de què disposa el campanar, quatre a la sala de campanes: Santa Inés, Santa Bàrbera, Mare de Déu del Patrocini totes foses l'any 1939 i la Sant Jaume fosa l'any 1982, i tres a la terrassa: campana dels quarts petita fosa l'any 1912, la campana dels quarts gran i la campana de les hores, ambdues de l'any 1926.